# 特技兵
特技兵（とくぎへい）・特殊技能兵（とくしゅぎのうへい）とは軍隊の兵士の中で何らかの特殊な技術や資格を習得している者を指す。
近代では機械化、電子化、科学技術の高度化が進んだため、軍隊の装備を運用するために運用する兵士が適切な操作や整備の技術を習得する必要に迫られた。そのため、通常の兵士としての教育にさらに追加して特殊な技術を学習させ習得させた兵士を特殊技能兵略して特技兵と呼ぶ。また、軍隊内部の機関で教育するのではなく、最初から特殊技能を持っている民間人を通常の志願兵とは別枠で軍人として採用する場合もある（一般の徴集兵や志願兵とは別枠で、特定の免許や資格を保有している者を採用し、所定の訓練期間終了後、免許や資格の種類、民間での実務経験年数などによりすぐに下士官、場合によっては准士官または士官に任官するという方式で中途採用する場合もある）。
特に、近代化された軍隊は電子機器関連の装備が増加する傾向にあるため、これらを維持運用する特殊技能兵は貴重な戦力であり、先進国ほど特殊技能兵の人数が増加する傾向にある。アメリカ軍の機械化歩兵など小隊の半数近くが特殊技能兵ということすら珍しくなく、空挺部隊などは全員が特殊技能兵ということも普通である。
そのため、徴兵制度の有る国でも特殊技能兵は職業軍人（下士官・准士官・士官）として長期間、軍務に就く人間を当てる場合がほとんどである。
一般に、特殊技能を取得した兵士は技能や資格を表す記章を軍服に付けている。また、給与についても技能手当が支給される場合がある。技能の種類などによっては掃除や炊飯などの雑事が免除される、移動する際に優先的に車両に乗れるなどの特権が付く場合もある。ただし、これは自分の担当する装置や設備の維持管理に忙殺されるから雑事が免除される、重い機材を持ち歩かなければならないから優先的に車両に乗れるなどというのが主な理由であり、特別に優遇されているとは言えない場合も多い。
昔は自動車の運転や和文タイプの操作なども特殊技能に含めていたが、現代では特殊技能とはされなくなるなど、時代と共に分類や内容は変化している。船舶や航空機に関わる人員は軍が利用し始めた頃から全員が特技兵であり、海軍と空軍はほぼ全員が特技兵であるため、海空の自衛隊では『特技』ではなく『職種』と呼称している。陸軍では工兵は特技兵が中心となる部隊である。

## 特殊技能兵の例
- 歩兵
  - 大規模施設の警備
  - 狙撃
  - 空挺降下
  - 水陸両用作戦に必要な技術
  - 高度な戦闘・サバイバル技術（雪中戦、ジャングル戦）
- 大型火器・爆発物
  - 榴弾砲の取り扱い
  - 対戦車ミサイルなどの取り扱い
  - 爆発物処理
- 指揮の補佐

下士官に現場で指揮を行う士官の補佐や緊急時の臨時指揮官としての資格を認定する軍もある。
- 軍用車両
  - 大型の輸送車・自走砲・装甲車・戦車の運転・操作
- 船舶
  - 手旗信号、サイドパイプ - 多くの海軍では共通特技として入隊時に全員が訓練を受ける。
  - 短艇 - 多くの海軍や士官学校では教育訓練の一環として全員が訓練を受けるため、共通特技と見なされる。
  - ゴムボート・内火艇の操船 - 多くの海軍では船舶要員の多くが訓練を受ける。
  - 航海士
  - 操舵士
  - 機関士
  - 通信士
- 航空機搭乗員
  - 操縦士・戦術航空士 - 現代では士官の職種であるが自衛隊では航空学生や陸曹航空操縦学生制度により下士官が担当することもある。
  - センサーマン・ ソナー員・レーダー員
  - 機上整備員・機上電子整備員・ 機上武器整備員・機上通信員・航法員
  - 降下救助員
- 航空関係者（地上要員）
  - 空港関係者（航空管制官・マーシャラー）
  - 整備士（航空整備士）
  - 前線航空管制
- 潜水
  - 潜水士
  - 深海作業
  - 水中スクーターなど水中装備の操作
  - 掃海作業
- 衛生兵
  - 医師（医官） -  士官の職種であるが徴兵した医師は下士官とする軍もある。
  - 看護師、コ・メディカル、コ・デンタル
- 技術者・科学者
  - 建築士・測量士
  - 自動車整備士・電気技術者
  - 高度情報処理技術者・コンピュータセキュリティの専門家。
  - 韓国空軍はプロゲーマーをソフトウェア開発者（電算特技兵）として採用している。
  - 主に自然科学系・理工系の高等教育修了者。
  - 暗号解読に必要な高等数学や語学、言語学などの専門家。
- 法務
  - 法曹／法律家／隣接法律専門職／パラリーガル
  - 法学関係の高等教育修了者
  - 軍事刑務所の刑務官
- 宗教・音楽・芸能・儀礼・スポーツ
  - 従軍牧師・チャプレン -  士官の職種としたり軍属とする軍もある。
  - 軍楽隊
  - 自衛隊ではラッパ吹奏が警備特技に含まれており吹奏技能を競う競技会が開催されている。
  - アメリカ軍とイギリス軍などには式典や儀礼などで、要人や高官を接待するための専門兵（メイドサーヴァント。本義は「女中」）がいる。
  - 政府専用機の客室乗務員
  - 韓国軍には手品や曲芸などを行い慰問を専門とする「芸能兵」がおり、主に徴兵された芸能人が任命されていたが、2013年に所属する兵士の不祥事が後を絶たないとの理由で廃止された[1]。
  - オリンピックなどに出場できるトップアスリートを大会での上位入賞を目的とした特技兵として採用している（自衛隊では体育特別技能者と呼ばれる）。